# Districte de Strabane
El districte de Strabane (gaèlic irlandès Comhairle Ceantair an tSratha Báin; Ulster-Scots: Stràbane Destrìck Cooncil) és un dels districtes del comtat de Tyrone a Irlanda del Nord. La seu del consell es troba a la ciutat de Strabane. A part de Strabane inclou altres petites viles com Plumbridge, Newtownstewart, Donemana, Sion Mills i Castlederg. També inclou algunes àrees rurals: Glenmornan, Evish, Glebe, Artigarvan, Ballymagorry.
El Consell de Districte de Strabane es divideix en tres àrees electorals que escullen 16 membres: Derg, Glenelly i Mourne. A les últimes eleccions locals de 2011 els membres escollits pertanyien als partits: 8 Sinn Féin, 4 Partit Democràtic Unionista (DUP), 1 Social Democratic and Labour Party (SDLP), 1 Partit Unionista de l'Ulster (UUP) i 2 Independents Nationalistes. L'actual cap del consell és Thomas Kerrigan (DUP) i el vicepresident és Dan Kelly (SF)

## Resultats de les eleccions de 2005
| Partit | Partit                             | escons | canvi +/- |
| ------ | ---------------------------------- | ------ | --------- |
| •      | Sinn Féin                          | 8      | +1        |
| •      | Partit Democràtic Unionista        | 3      | =         |
| •      | Partit Unionista de l'Ulster       | 2      | =         |
| •      | Social Democratic and Labour Party | 2      | -2        |
| •      | Independent                        | 1      | +1        |

## Revisió de l'Administració Pública
En la revisió de l'Administració Pública (RPA), el consell s'ha d'unificar amb el consell del districte de Derry el 2011 per a formar un sol consell per a l'àrea ampliada amb un total de 1.303 km² i una població de 143.314 habitants. Les següents eleccions tindran lloc en maig de 2009, però el 25 d'abril de 2008, Shaun Woodward, Secretari d'Estat per a Irlanda del Nord anuncià que les eleccions de districte programades per a 2009 serien posposades fins a la introducció dels 11 nous consells en 2011.